# Chiesa di San Nicolò di Bari (Camposanto)
La chiesa di San Nicolò di Bari è la parrocchiale patronale di Camposanto. Appartiene al vicariato della Bassa dell'arcidiocesi di Modena-Nonantola e la sua costruzione risale al XVI secolo.

## Storia
La struttura originaria della parrocchiale di Camposanto ha origini certamente precedenti alla chiesa che ci è pervenuta e che nelle sue forme recenti è stata edificata attorno al XVI secolo.
Nei primi decenni del secolo successivo venne ampliata ed ebbe la dignità di pieve del piccolo centro modenese. Per questo motivo in tale occasione venne arricchita con nuovi arredi ed altari.
Nel 1741 iniziò la costruzione della torre campanaria che procedette con tempi lunghi così da essere ultimata solo nel 1825. La copertura è caratteristica, a forma di cipolla allungata.
Alla metà del XIX secolo vennero rimaneggiati gli esterni, la facciata e la parete a sud. Venne costruita anche la cantoria.
Quando si verificò il terremoto dell'Emilia del 2012, la chiesa riportò diversi danni e fu necessario intervenire con importati opere per la messa in sicurezza e col successivo restauro. I lavori sono stati ultimati circa quattro anni dopo, nel 2016.